# Petar Žekov
Petar Petrov Žekov (bolgarsko Петър Петров Жеков), bolgarski nogometaš in trener, * 10. oktober 1944, Knižovnik, Bolgarija, † 18. februar 2023, Sofija.
Sodeloval je na nogometnemu delu poletnih olimpijskih iger leta 1968 in osvojil srebrno medaljo.